# Беляковце
Беляковце (мак. Бељаковце) — село у Північній Македонії, входить до складу общини Куманово Північно-Східного регіону.
Населення — 64 особи.